# Grand Théâtre de Provence
A Grand Théâtre de Provence (GTP, gran téatr d provansz), vagyis Provence-i Nagyszínház a 21. század elején a franciaországi Aix-en-Provence-ban épített, 2007-ben megnyitott befogadó színház, elsősorban a klasszikus zene és a táncművészet otthona. Felavatása óta számos világhírű művész és zenekar lépett fel és lép fel színpadán.

## Megnyitása
A létesítmény terveit olasz építészek készítették: Paolo Colao és a Covid-járvány idején, 2020-ban elhunyt Vittorio Gregotti. Az építkezés 2005 tavaszán kezdődött és összesen 41,7 millió euróba került. A beruházást nem maga a város, hanem az aix-i községtársulás, a  Pays d’Aix agglomerációs közösség finanszírozta.
A hivatalos avatóünnepséget 2007. június 29-én tartották. Néhány nappal később került sor az első operaelőadásra: Richard Wagner A walkür című operáját a Berlini Filharmonikus Zenekar élén Simon Rattle vezényelte, az előadást Stéphane Braunschweig rendezte.

## Az épület
A színház a Sextius-Mirabeau elnevezésű városfejlesztési projekt része. A városmaghoz közeli területen épült és egyszerű vonalaival a környezetet is kissé modernebb hangulatúra változtatja. 
Külső homlokzata természetes kőből (indiai szürke) készült, a bézs és a világossárga árnyalataiban. A földszinti csarnokban tágas ablak nyílik a kinti teraszra. A színházterem lekerekített alakú és három szint erkélye van; a falakat faburkolattal vonták be. A közúti forgalom és a vasútvonal közelsége miatt különleges hangszigetelésre is szükség volt, ezért többek között a betonfalak mögé „rugós dobozokat” építettek be (350 db-ot), melyek a külső rezgések legnagyobb részét elnyelik. Az 1366 (1350, 1370, 1382?)  férőhelyes nézőtéren az ülések és a szőnyegek piros színe dominál. A tágas színpad előtt maximum 105 zenész befogadására alkalmas zenekari árok húzódik. Tíz próbaterem is segíti a fellépő művészek felkészülését. Az elliptikus vonalvezetésű épület tetején több teraszt alakítottak ki, melyekről rámpa vezet a legfelső panorámateraszra, ahonnan kilátás nyílik a közeli Sainte-Victoire-hegy csúcsaira.

## Tevékenysége
Az intézményt befogadó színházként alapították, tehát társulata, repertoárja nincsen. Elsősorban komolyzenei produkcióknak, opera- és táncelőadásoknak, szimfonikus és kamarazenei koncerteknek ad otthont, köztük a nagy hagyományokkal rendelkező nyári Aix-en-provence-i Operafesztivál (Festival international d'art lyrique d'Aix-en-Provence) évente júliusban) és a 2013-ban alapított aix-en-provence-i húsvéti fesztivál (Festival de Pâques) előadásainak.
Megnyitása óta a színházat Dominique Bluzet kulturális szakember és vállalkozó irányítja, aki ezen kívül további két színháznak is igazgatója. Nem titkolt célja – amint 2013-ban nyilatkozta –, hogy Aix-en-Provence egy „kis Salzburg”-gá váljon. Rendszeresen fellépnek itt világhírű zenészek, szólisták és zenekarok, köztük a Budapesti Fesztiválzenekar Fischer Iván vezényletével, és Schiff András is.
A Grand Théâtre de Provence jelentős szerepet játszik a város és a régió kulturális életében: évente átlagosan több mint száz előadást kínál, és műsorait évi 110 000 néző (vagy 140 000 néző) látogatja. A nemzetközi hírességek mellett egész éven át rezidens művészeket fogad, köztük a francia ifjúsági zenekart (Orchestre français des jeunes), melynek a székhelye is az épületben van.
A szabadon elérhető forrásokban közzétett fenti adatokkal szemben az intézmény fenntartója (Aix-i Régió, Pays d'Aix) korábban jóval mérsékeltebb számokat közölt: a 2012/2013-as évdban a színházban 51 előadást tartottak átlagosan 905 nézővel, ami 75%-os kihasználtságot jelent. Az előző évadban 72 előadáson 82%-os átlagos kihasználtságot értek el.

## Kritika
Már a színház születésekor is voltak kritikus hangok a túl drágán megvalósuló fáraószerű építmény (une structure pharaonique) ellen, amely komolyan megterhelheti a város amúgy is szerény kulturális költségvetését.
Az eredeti elképzelés szerint a színház alapításával egy új közösségi tér is létrejött volna. A megnyitást követő évek néhány bírálója éppen ezt hiányolja. A felső teraszokat lezárták a látogatók elől, állítólag biztonsági okokból (rongálások voltak, két öngyilkosság is történt), a panorámateraszt szinte csak a személyzet használhatja, az épület felső szintjén nagy költséggel létesített étterem 2012-ben bezárt. A fő kifogás mégis az, hogy az esti előadásokon kívül a létesítmény nem kínál egyéb tevékenységeket és nem vonzza a lakosságot.
Az igazgató szerint a kulturális épületek közösségi térként való hasznosítása mindenütt nagy kihívás, bár sok helyen már megvalósult. Ehhez újra fogják gondolni az épület belső tereinek funkcióit, a működési költségeket, és meg kell ismerniük a közönség megváltozott szokásait és igényeit.